# Obvaz

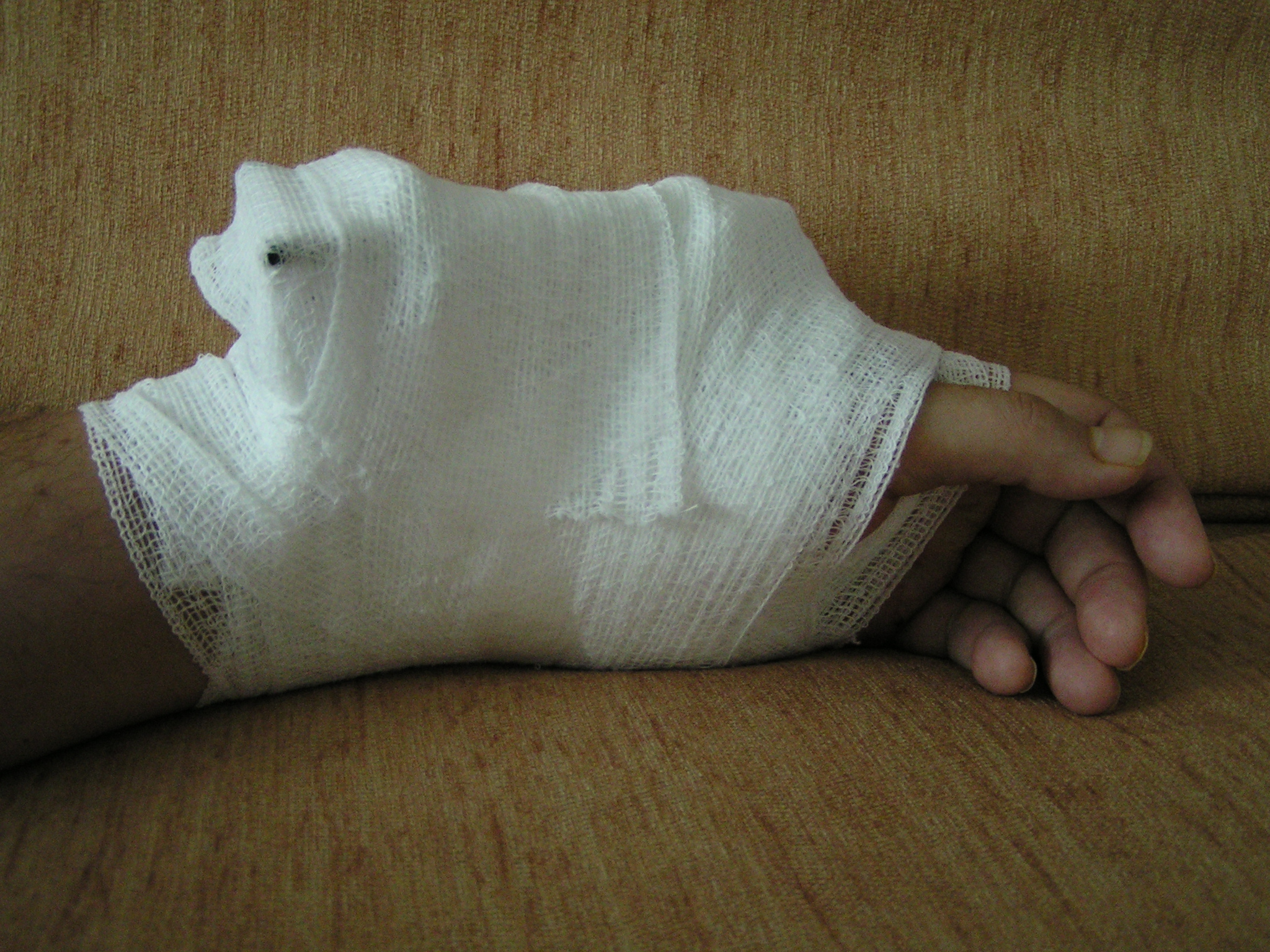
Operované zápěstí - kovový fixační materiál je pokryt obvazem

Obvaz (obvazový materiál neboli obvazivo; hovorově řečeno i fáč nebo převaz ) je vhodným způsobem upravený sterilní materiál, určený k překrytí rány, případně k fixaci poranění. Podle materiálu rozlišujeme obvazy textilní, syntetické či sádrové, podle účelu pak obvazy krycí, tubulární, fixační, elastické, tlakové či například stahovací.

## Nejběžnější příklady
- vata či buničina
- tkané obvazivo v pásech s různou velikostí ok
- stahovací obinadla s různým stupněm pružnosti
- sádrové či zinkoklihové obvazy pro fixaci poranění dlouhých kostí
- filmy nanášené na ránu sprejem (tzv. plastické obvazy, např. Akutol)

## Funkce obvazu
- tlakový - zastavit krvácení
- krycí - zakrývat ránu a chránit proti infekci
- fixační - znehybnit v určité poloze
- sací - odsávat ranné výměšky – např. tkáňový mok
- připevnit k poraněné části těla materiál
- uzavřít ránu vzduchotěsně, neprodyšně nebo poloprodyšně – např. u pneumotoraxu
- obkladová - zmenšit otok a bolest ochlazováním – studený obklad nebo vak s ledem

## Zásady přikládání obvazu
- raněného uložíme do vhodné polohy (posadíme nebo položíme podle druhu zranění, pokud postižený leží, obvaz musíme podtáhnout pod tělem, kde se samo zvedá – pod kotníky, koleny, pasem či krkem – a pak posunout na požadované místo)
- zjednáme si dostatečný přístup k obvazované oblasti, k poraněnému stojíme vždy čelem tak, abychom viděli na obličej a mohli udržovat slovní kontakt
- končetiny obvazujeme v poloze, ve které zůstanou po přiložení obvazu, jinak hrozí zřasení obvazu, zaškrcení měkkých tkání a omezení krevního zásobení - na obvázané končetině musí být hmatný tep
- před přiložením obvazu, hlavně na končetinách oděv nesvlékáme, popřípadě jen sesuneme nebo rozstřihneme
- poraněnou část vždy velmi šetrně podložíme a přidržujeme
- při ošetřování poranění s krvácením, nebo manipulaci s jinými tělesnými tekutinami (sliny, zvratky, atd.), používáme dle možností jednorázové gumové rukavice
- dbáme, aby dechem, mluvením nebo kašlem nebyla do ošetřované rány zanesena infekce, proto dle možnosti používáme roušku
- sterilní krytí se před přiložením na ránu nesmí dostat do styku s okolím
- první vrstva obvazu musí být vždy sterilní a přesahovat alespoň o 2–3 cm okraje rány
- šířku obinadla volíme podle objemu obvazované části těla (na prsty úzké, na stehno a hrudník, co nejširší)
- obvaz musí být dostatečně přitažen, ale nesmí škrtit
- po přiložení obvazu s ním již nemanipulujeme
- při prosáknutí krví původní vrstvy neodstraňujeme, pouze přikládáme nové
- každý přiložený obvaz ještě jednou zkontrolujeme

## Obvazy hlavy

### Monoculus
Monoculus je název pro obvaz jednoho oka, a pokud vycházíme z toho, že obvazujeme pravé oko, potom základní otočka obvazu vede podél obvodu hlavy, přičemž z týlní krajiny pokračuje pod pravý ušní boltec ke kořeni nosu, přes kryté oko. Otočky se opakují, dokud zcela nepokryjí poraněné oko. Na závěr se provede ještě jedna otočka kolem hlavy, aby nedošlo k uvolnění obrazů, ale nesmí se však příliš neutáhnout, aby nedošlo k diskomfortu pacienta. Také se dbá na to, aby zdravé oko bylo plně volné a bandáž mu nepřekážela ve výhledu.

### Binoculus
Binoculus neboli obvaz obou očí začíná, podobně jako u monoculusu, otočkou kolem hlavy, nicméně druhá otočka však již odbočí nad kořenem nosu a sestupuje přes levé oko až po ušní boltec, odkud se vrací do zátylí k pravému uchu, kde pod pravým ušním boltcem vede přes pravé oko, kořen nosu a kolem hlavy sestupuje k levému oku. Otočky se několikrát opakují a poslední otočka je kolem čela.

### Obvaz ucha
Základem je otočka kolem hlavy, přičemž ta další směřuje níž a sestupuje z čela nad obočím přes spodní okraj ucha do zátylí a poté opět k základní otočce kolem hlavy. Následné další otáčky vystupují vzhůru a překrývají se zpravidla ze dvou třetin. Obvaz se taktéž standardně ukončí kruhovou otočkou kolem čela. 

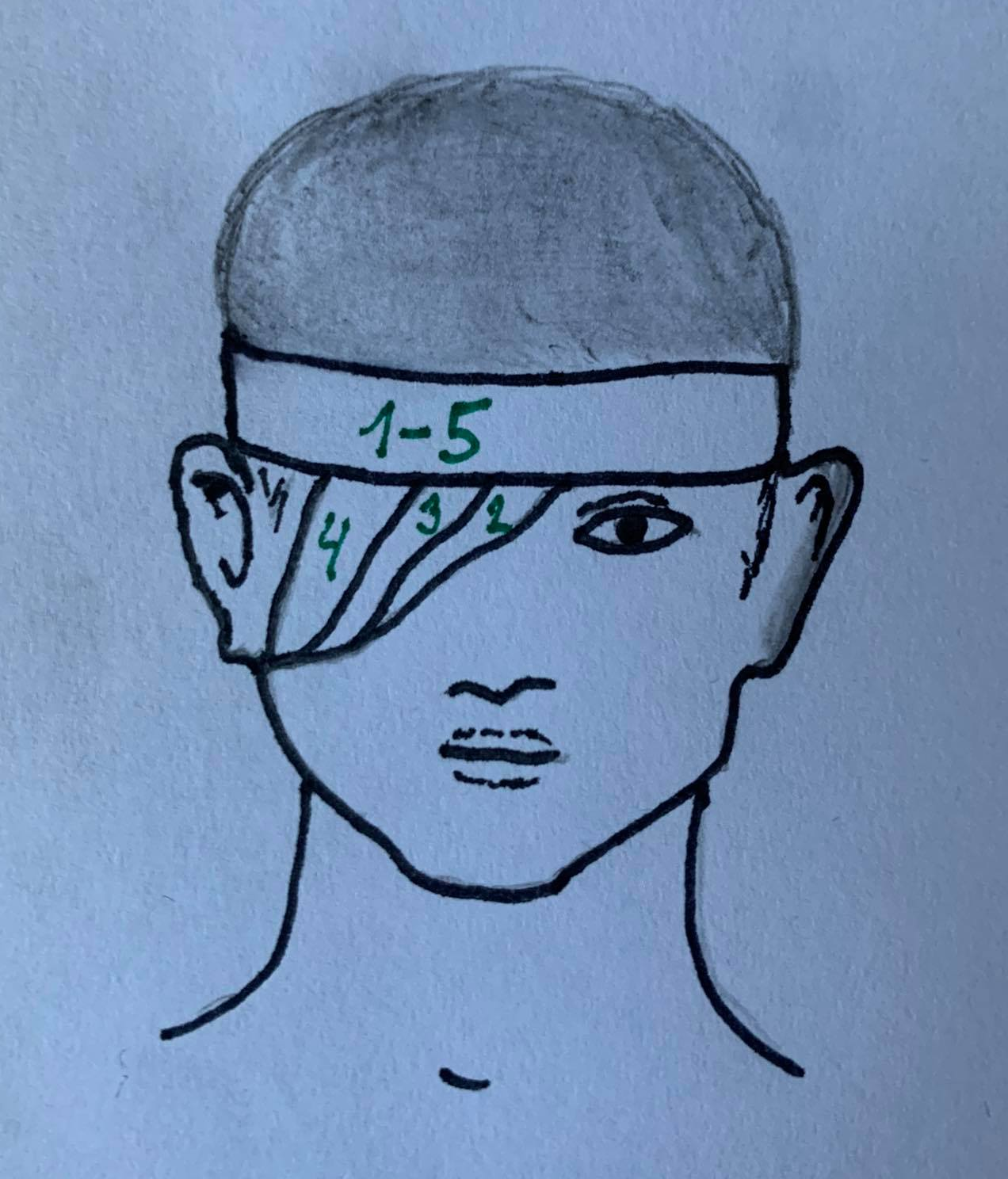
Monoculus (obvaz jednoho oka)
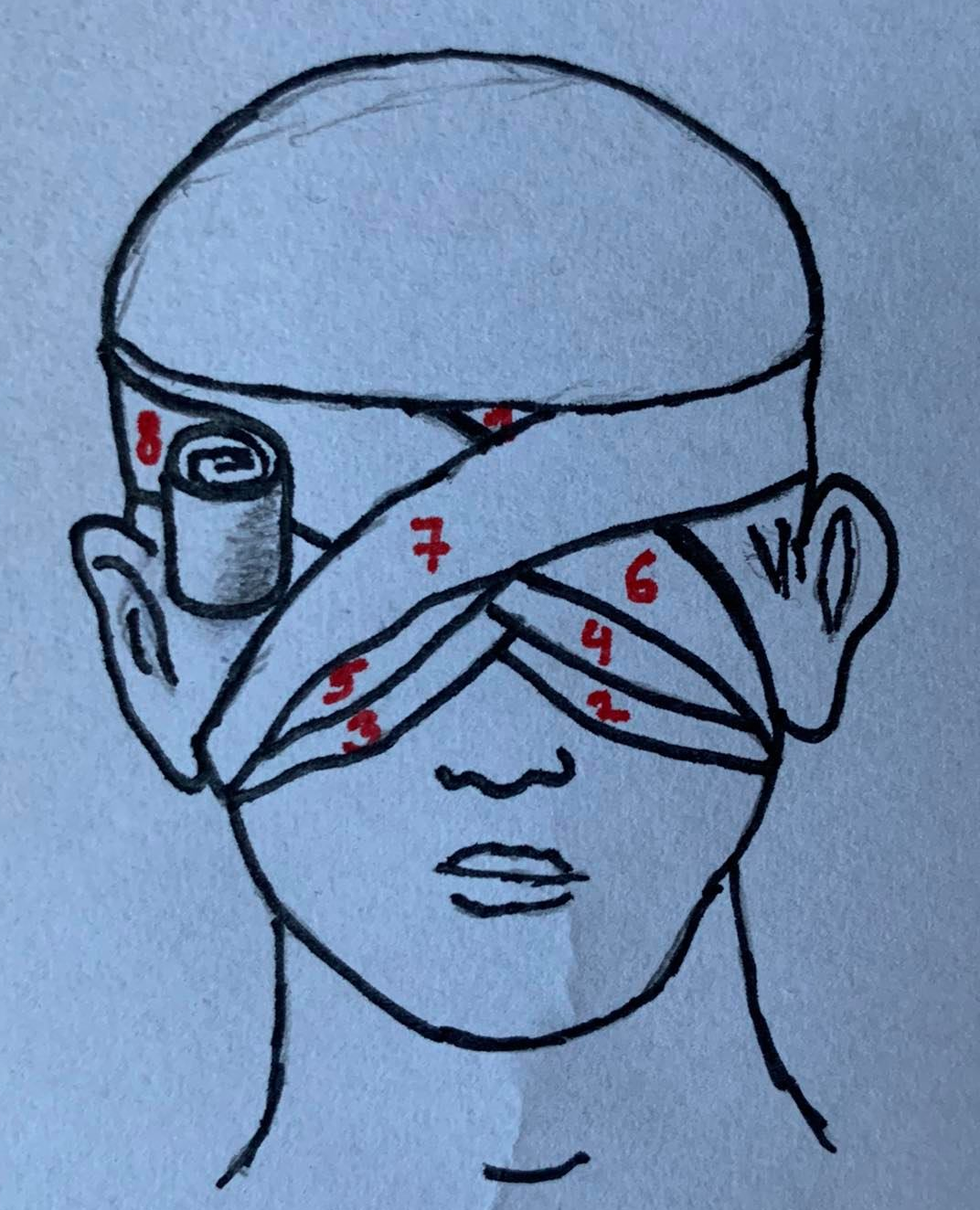
Binoculus (obvaz obou očí)
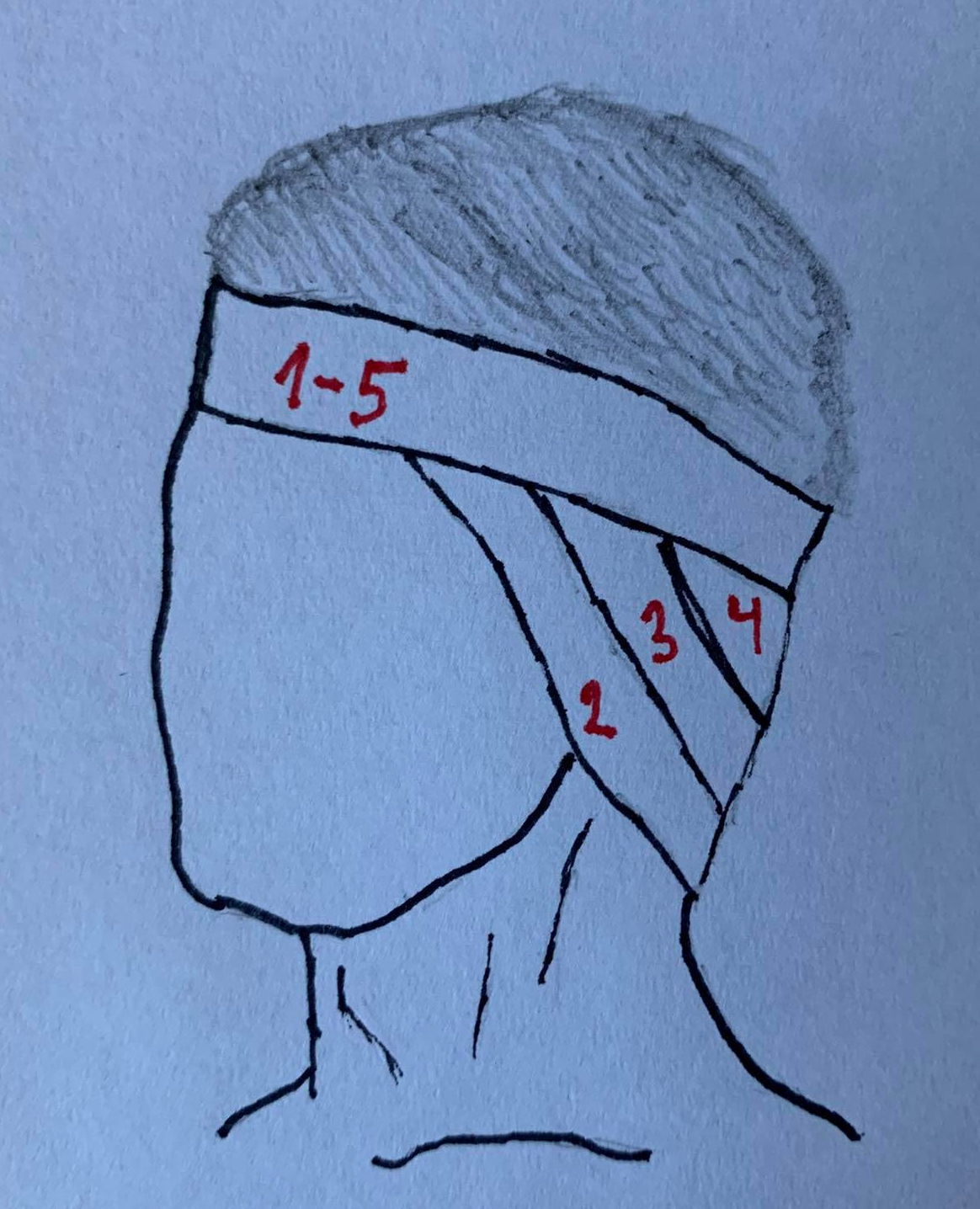
Obvaz ucha